# محول جهد سعوي

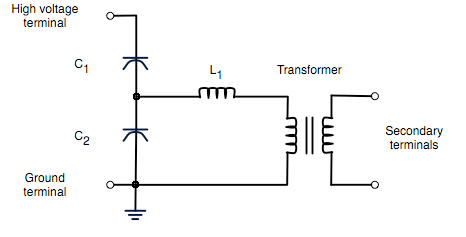
دائرة محول جهد سعوي بسيط

محول جهد سعوي (CVT or CCVT) هو محول يستخدم في أنظمة الطاقة لخفض إشارات الجهد العالي وتقديم إشارة جهد منخفض، لقياس أو تشغيل ريلاي الحماية.

## المكونات
في أبسط أشكاله، يتكون الجهاز من 3 أجزاء: مكثفان يقومان بتقسيم إشارة خط النقل، مستحث (ملف) لضبط الجهاز على تردد الخط، ومحول جهد لعزل وخفض الجهد لأجهزة القياس أو ريلاي الحماية.
ضبط تردد المقسم على تردد الخط يجعل نسبة التقسيم الكلية أقل حساسية للتغيرات الحادثة بأجهزة القياس والحماية المتصلة. ويحتوى الجهاز على 4 أطراف على الأقل: طرف للتوصيل بإشارة الجهد العالي، طرف أرضي، وطرفان ثانويان للتوصيل بريلاي الحماية أو القياس.
عمليا، المكثف (C1) غالبا يتكون من سلسلة من المكثفات الصغيرة الموصلة على التوالي. وهذا يؤدى إلى انخفاض جهد كبير على المكثف (C1)وانخفاض جهد صغير نسبيا على المكثف (C2). وبسبب وجود غالبية الانخفاض في الجهد على المكثف (C1), فإن ذلك يؤدى إلى تقليل مستوى العزل لمحول الجهد.وهذا يجعل محولات الجهد السعوي أكثر كفاءة اقتصادية من محولات الجهد الملفوف تحت الجهد العالي (أكثر من 100كيلو فولت), لأن الأخير يحتاج إلى لفات ومواد أكثر.

## استجابة التردد لجهد محول الجهد السعوي
عند وجود الحمل المقنن على الطرف الثانوي لمحول الجهد، فإن جهد الخرج لمحول الجهد السعوي ينخفض قليلا، ثم يصل إلى ذروة الرنين (الصدى) عند حوالي 800 هرتز. ثم يقل بشكل كبير ويظل تقريبا خارج النطاق بعد وصوله إلى 2000 هرتز.

## استجابة التردد لتيار محول الجهد السعوي
تيار المكثف (C2) يكون خطي مع التردد. استجابة التردد لتيار محول الجهد المحتوي على أقصى رنين حوالي 800 هرتز. تيار المكثف (C2) يكون أكبر فعليا من تيار محول الجهد.

## تمثيل جهد قضيب التوصيل لمحول الجهد السعوي
يمكن حساب جهد قضيب التوصيل في مجال التردد بجمع جهود المكثفات (C1) و (C2). ومن نتائج الحسابات، يمكن الملاحظة بأن جهد قضيب التوصيل يتعلق فقط بتيار المكثف (C2), تيار محول الجهد ونسبهم. وتعتبر هذه النتائج مفيدة لإعادة تكوين جهد قضيب التوصيل مع تيار المكثف (C2) وتيار محول الجهد. ويمكن تحقيق النسبة باستخدام مضخم جامع.

## تطبيقات أخرى
يعتبر محول الجهد السعوي مفيد أيضا في أنظمة الاتصالات. حيث يستخدم محول الجهد السعوي مع مصائد الموجة لتنقية إشارات الاتصالات عالية التردد من تردد القدرة، وهذا يشكل شبكة اتصالات محمولة خلال شبكة النقل.